# Kassuhn
Kassuhn gehört zur Ortschaft Vissum und ist ein Ortsteil der Stadt Arendsee (Altmark) im Altmarkkreis Salzwedel in Sachsen-Anhalt.

## Geographie
Kassuhn, ein Straßendorf mit Kirche, liegt zehn Kilometer südwestlich von Arendsee (Altmark) und 15 Kilometer südöstlich der Kreisstadt Salzwedel in der Altmark. Im Süden fließt der Rademiner Fleetgraben.

## Geschichte

### Mittelalter bis Neuzeit
Kassuhn wurde am 24. August 956 erstmals urkundlich als Kazina erwähnt, als Otto I. dem Stift Quedlinburg sechs slawische Dörfern aus der Marca Lipani schenkte. Der Ort wird erst wieder erwähnt, als am 17. Mai 1352 Hinricus Jeditz (von Jeetze) dem Hospital St. Georg vor der Stadt Salzwedel 25 Scheffel Roggen in villa Kussim überließ.
Im Landbuch der Mark Brandenburg von 1375 wird das Dorf als Cossun aufgeführt. Der Ort umfasste 12 Hufen, die von Jeetze hatten das Gericht, die von der Schulenburg hatten ein Drittel der Einkünfte.
Weitere Nennungen sind 1444 Kessun, 1479 kossin, 1516 kossun, 1536 Kessün, 1608 Cossuenn, 1687 Cossun und 1804 Cassuhn.
Bis 1902 war auch die Schreibweise Cassuhn üblich, seitdem nur noch Kassuhn, denn am 18. August 1902 legte der Regierungspräsident zu Magdeburg „die Schreibweise mit dem Buchstaben K im Anlaut von Landespolizeiwegen als die amtliche fest“.
Vor 1960 bewirtschafteten sechs Einzelbauern 250 Hektar landwirtschaftliche Nutzfläche.
In den 1960er-Jahren begann Emma Müller mit dem Aufbau einer Heimatstube zur Flachsbearbeitung. Dort werden heute werden Geräte und Arbeitsschritte von der Flachs-Ernte bis hin zur Leinen-Kleidung gezeigt.
Im Jahre 2016 feierte man das 1060-jährige Bestehen des Dorfes gemeinsam mit zwölf Personen, die den Geburts- oder den jetzigen Familiennamen Kassuhn tragen.

### Archäologie
Aus der slavischen Zeit zwischen dem 9. und 10. Jahrhundert ist aus Kassuhn eine Randscherbe mit Wellenbändern und Randstichverzierung überliefert. Dabei handelt es sich um einen mutmaßlichen Oberflächenfund, der in der Sammlung des Kulturhistorischen Museums Magdeburg aufbewahrt wird.

### Herkunft des Ortsnamens
Heinrich Sültmann führt den Ortsnamen auf einen slawischen Personennamen zurück: Cosc, Chocz, Katz, Ketz und übersetzt zu „das Dorf der Sippe des Cosc“.

### Eingemeindungen
Kassuhn gehörte bis 1807 zum Arendseeischen Kreis, danach bis 1813 zum Kanton Arendsee im Königreich Westphalen, ab 1816 kam es in den Kreis Osterburg, den späteren Landkreis Osterburg in der preußischen Provinz Sachsen.
Am 15. Juni 1950 wurde die Gemeinde Kassuhn in den Landkreis Salzwedel umgegliedert. Kurz darauf, am 20. Juli 1950, wurde die Gemeinde Kassuhn in die Gemeinde Vissum eingemeindet.

### Einwohnerentwicklung
| Jahr | Einwohner |
| ---- | --------- |
| 1734 | 47        |
| 1774 | 45        |
| 1789 | 40        |
| 1798 | 39        |
| 1801 | 43        |
| 1818 | 45        |
| 1840 | 48        |

| Jahr | Einwohner |
| ---- | --------- |
| 1864 | 56        |
| 1871 | 49        |
| 1885 | 52        |
| 1892 | [00]58    |
| 1895 | 59        |
| 1900 | [00]57    |
| 1905 | 44        |

| Jahr | Einwohner |
| ---- | --------- |
| 1910 | [00]44    |
| 1925 | 59        |
| 1933 | 58        |
| 1939 | [0]55     |
| 1946 | [0]97     |
| 1956 | [00]60    |
| 2006 | [00]45    |

| Jahr | Einwohner |
| ---- | --------- |
| 2011 | 39        |
| 2012 | 40        |
| 2013 | 39        |
| 2014 | 37        |
| 2015 | 36        |
| 2016 | 33        |
| 2017 | 33        |

| Jahr | Einwohner |
| ---- | --------- |
| 2020 | [00]29    |
| 2021 | [00]29    |
| 2022 | [0]32     |
| 2023 | [0]29     |

Quelle, wenn nicht angegeben, bis 1925 und 2011–2017

## Religion
Die evangelische Kirchengemeinde Kassuhn, die früher zur kombinierten Mutterkirche Schernikau der Pfarrei Binde gehörte, wird heute betreut vom Pfarrbereich Fleetmark-Jeetze im Kirchenkreis Salzwedel im Bischofssprengel Magdeburg der Evangelischen Kirche in Mitteldeutschland.
Die ältesten überlieferten Kirchenbücher für Kassuhn stammen aus dem Jahre 1651.
Die katholischen Christen gehören zur Pfarrei St. Laurentius in Salzwedel im Dekanat Stendal im Bistum Magdeburg.

## Kultur und Sehenswürdigkeiten
Die evangelische Dorfkirche Kassuhn, ein spätgotischer Feldsteinbau, ist eine Filialkirche der Kirche in Schernikau bei Salzwedel.

## Wirtschaft
Die Landwirtschaft ist heute der Haupterwerbszweig des Dorfes. Im Jahre 2006 gab es vier Familienbetriebe, die eine Fläche von über 1.700 Hektar bewirtschaften.

## Verkehr
Nördlich des Dorfes verläuft die Bundesstraße 190 nach Seehausen (Altmark) nach Salzwedel. 
Es verkehren Linienbusse und Rufbusse der Personenverkehrsgesellschaft Altmarkkreis Salzwedel.